# 古川薫
古川 薫（ふるかわ かおる、1925年6月5日 - 2018年5月5日）は、日本の小説家。妻は歌人の森重香代子。

## 来歴・人物
山口県下関市出身、18歳で航空機製造会社に入社し、1945年に召集され、兵庫県・丹波篠山の航空通信連隊で教育期間中、終戦を迎えた。
復員し宇部市立高等学校（現：山口県立宇部中央高等学校）定時制に編入学、1953年に山口大学教育学部を卒業。中学教師を経て山口新聞社に入り、記者や編集局長を務める。1970年に退社し作家専業となった。
郷土作家として、作品の大多数は、戦国期の毛利家、幕末期の長州藩、明治維新後の山口県（周防国・長門国）の関連人物を取り挙げた歴史小説・随筆であった。

### 若き日のエピソード
古川は、芥川賞受賞作家の火野葦平の講演を2度聴いている。1度目は1939年（昭和14年）春ころ、火野葦平が宇部市の渡辺翁記念会館で講演したとき、古川は兄たちに誘われて見にいった。壇上の火野は軍服姿で腰に銃剣をつるしていた。
2度目に講演を聴いたのは、1951年（昭和26年）夏の夕刻、古川は学生だった。アルバイト先の小野田セメントの勤めが終わった帰路に「火野葦平来る！」という手書きのポスターが目に入り、すぐ近くの公民館だったので入場した。会場は満員で、火野本人は、ややくたびれた軍服を着ていた。
1946年（昭和21年）、世界的なヴァイオリニストの諏訪根自子が、山口で占領軍のためにリサイタルをやるというので、古川は会場に入るところを見に行った。占領軍の将校たちがずらっと並んで挙手の礼。一番えらい米軍の大佐か少佐かが握手を求めると、背をピンと伸ばして握手する。そして堂々と会場に入っていく。芸術というものはすごいもんだなと思った。それで書くことが好きだったので、小説家にでもなってやろうかと思ったと回想している。
高校時代の担任の中野真琴（1918年生まれ、のち作家）と共に、1950年に学校発行で文芸同人誌『里程標』を発刊、創刊号に400字詰め原稿用紙21枚の小説「ジープの家」を発表、敗戦後の混乱を反映した佳作であり、初期の古川文学を知る貴重な資料となっている。

### 直木賞受賞まで
1965年（昭和40年）上半期に小説『走狗』で第53回直木賞候補になり初候補。1973年（昭和48年）下半期に『女体蔵志』で第70回直木賞候補、1974年（昭和49年）下半期に『塞翁の虹』で第72回直木賞候補、1977年（昭和52年）下半期に『十三人の修羅』で第78回直木賞候補、1978年（昭和53年）下半期に『野山獄相聞抄』で第80回直木賞候補、1980年（昭和55年）下半期に『きらめき侍』『刀痕記』で第84回直木賞候補、1981年（昭和56年）下半期に『暗殺の森』で第86回直木賞候補、1988年（昭和63年）下半期に『正午位置（アット・ヌーン）』で第100回直木賞候補、1989年（平成元年）上半期に『幻のザビーネ』で第101回直木賞候補
だった。
1991年1月16日に、第104回（1990年下半期）直木賞選考会が、築地の「新喜楽」で行われ、古川の『漂泊者のアリア』が受賞決定した。今回で候補10回目と最多、また65歳での受賞は最も高齢（当時）であった、初の山口県出身だった。夜7時半すぎ、自宅で古川は「受賞決定」の知らせを受け、直ちに報道陣が待ち構える近くの下関市長府のホテルで記者会見に応じ「肩の荷が下りた感じです」「一時は直木賞と縁を切ろうと思ったこともあったが、待っていてよかった」、いかにもほっとした表情を見せ「直木賞は私の文学生活とずっと平行してあったがやっと交差することができました」と喜びをかみしめるように言葉をつないだ。
先に直木賞を受賞した白石一郎（福岡市在住）ら文学仲間が駆け付け「おめでとう」と心から祝福し、白石は「本当におめでとうと言いたい。私自身、八回目の候補で受賞したが、十回目と最多候補だった古川さんにはやっと済みましたねという気持ちだ。今後は体を大事にして頑張ってほしい。」と述べた。
選考委員の渡辺淳一は「古川さんはほぼ満票で決まった。藤原義江の一生が過不足なく、愛情を持って書けている。多くの女性遍歴などを重ねるに至る屈折した背景が、はっきり浮かんでくる。非常に安定した文章で、明確に書かれている」「藤原義江への思い入れと大正、昭和初期の時代背景を的確な文章で描き切っている」と述べた。
直木賞選考委員の各選評
渡辺淳一は「今回のはまさしく手応えがあった。藤原義江という恰好の素材を得たこともあろうが、読みすすむうちに主人公に惹かれ、頁を追うのを急がされたのは久し振りである。」「この快作で受賞されたことを、著者とともに喜びたい。」
平岩弓枝は「登場人物の描写が秀れていて感銘を受けました。」「一人の人間の人生の怖しさ、面白さ、哀しさを描き切った古川さんの力量に感動しています。」
陳舜臣は「フィクションをまじえないという原則をつらぬき、藤原義江にまつわる大量の資料をみごとに処理している。」「これを機にさらに大きな噴火を期待したい。」
井上ひさしは「藤原義江が人生の転機にさしかかるたびに現れる善意の人びとを入念に描くことで、作者は「人が人を創る」という人生の真実の一つを読者に分かち与えることにみごとに成功した。読後感がまことに爽やかなのは、おそらく作者のこの姿勢に起因するのではあるまいか。また、読後の読者は、「人生とはものさびしいものだ」という感想を抱かせるかもしれない。この一種の哀感は、作者の年輪が自然に紡ぎ出したものにちがいない。おもしろく、かつ深い作品である。」
田辺聖子は「抑揚の利いたそっけないほどの文体が、かえって波乱に満ちた型やぶりの芸術家の生涯を描き出すのに功あった。時代に翻弄され、みずからの性格につきうごかされつつ転変明滅する主人公の人生。人生と時代がくっきり顕っている思いだった。作者の目は冷静だが、暖い。志高き小説と思った。ほとんど満票に近かった。古川氏のご受賞をお祝いしたい。」
五木寛之は「今回の候補作のなかでは、古川さんの『漂泊者のアリア』が最も安定した作家的力量を発揮されていた。」「全選考委員が一致しての評価であれば、異論のあろうはずがない。今後の若々しいご活躍を心から期待したいと思う。」
黒岩重吾は「今回の候補作は充実していた。私は年末から体調を崩していたが、読んでいて愉しかったのは、作品の質の高さによる。その中で私が最も惹かれたのは、古川薫氏の「漂泊者のアリア」である。」「淡々と描きながらも、主人公の人生が重くのしかかって来るのは、作者の才能に年輪が加わったせいではないか。若い作家には到底描き得ないテーマがあることを、古川氏は、受賞作で示した。直木賞にとって大きな収穫であろう。」
山口瞳は「なかでは古川薫さんの『漂泊者のアリア』が抜きんでていて一歩も二歩もリードしている。」「ともかくこの小説は他の候補作と較べると、プロの文章はこういうものだと思わせるくらいの力がある。安心して読めるものである。」「古川さんが純粋にもっといいものを書きたいという願いを何十年も保ち続けたことに、ただただ頭が下がる思いだ。『漂泊者のアリア』でそれを達成した（私は古川さんの最上の作だと思っている）ことを作者とともに喜びたい。」
藤沢周平は「総体として眺めれば、この作家の安定した筆力は候補作の中で頭ひとつ抜け出ていた。特に孤独な境涯に落ちる晩年の描写が、伝説的なテナー藤原義江の孤影を陰影深く彫り上げて、作者の本来見えている実力を示していた。つねに水準以上の作品を発表して、候補にのぼること十回、不屈の作家精神でかち得た栄冠に心から祝福を送りたい。」との選評を残している。
受賞時の齢65歳は最高齢で佐藤得二（第49回・64歳）の記録を破り、25年越しでの受賞であった。ただし2010年に、すでに故人だった星川清司（第102回）が、実際よりも5歳若く年齢を公表していたこと（受賞時68歳）が明らかになり、最年長受賞者の記録は譲ることになった。

### 受賞から没するまで
1991年には、山口県芸術文化振興奨励特別賞も受賞した。
1993年に音楽劇『漂泊者のアリア』で舞台化し、東京・NHKホール開館20周年記念公演を皮切りに、大阪、福岡、名古屋市で巡回公演された。福岡公演は7月14日、15日、福岡サンパレスで行われ、舞台には、歌劇「蝶々夫人」「リゴレット」「ボッカチオ (オペレッタ)」「ラ・ボエーム (プッチーニ)」、喜歌劇「ホフマン物語」や「出船の港」「波浮の港」など、おなじみの名曲が流れる。出演陣は、主役藤原義江を沢田研二が演じ、義江を取り巻く女性たちは鮫島有美子、順みつき、秋吉満ちる、白木美貴子、森公美子、風吹ジュン、吉行和子など演劇、クラシック、ミュージカル界から多彩な顔ぶれが演じた。ステージで「出船の港」などを歌う沢田研二は「歌に生きた大先輩はミステリアスな存在でもあり、現実感はないけど、一生懸命やって、よかったなといわれる舞台にしたい」と意欲いっぱいだった。古川も原作者として「脚本が原作に忠実なのがうれしい。今回の公演がオペラの先駆けをした藤原義江の鎮魂歌になるよう祈る」と述べた。
1999年3月に、山口大学の吉田キャンパス（山口市）で電気学会全国大会があり、古川は「日本史のなかの山口県―平知盛から高杉晋作まで」と題し講演した。
2000年、母校山口大学の広中平祐学長より、2001年度発足の「運営諮問会議」委員に任命された。
2002年『花も嵐も 女優・田中絹代の生涯』で第15回大衆文学研究賞特別賞を受賞。この縁もあり、2010年に下関市立近代先人顕彰館（田中絹代ぶんか館）の名誉館長に就任。館のホームページ「名誉館長のつぶや記」は、2010年3月の開館時から2018年3月20日まで更新された。
2004年9月20日、古川と滝口康彦とともに「西国三人衆」と呼ばれた白石一郎が死去した際に「3人で直木賞にノミネートされた回数は20回にもなる。地方にいながら筆一本で食べていくのは大変なこと。戦友のような存在だ。何か大きなテーマを抱えていたと思うが、それがみられなくて残念」と声を落とした。
2005年12月9日12時3分頃、当時の首相の小泉純一郎が古川薫を首相官邸に招き、昼食を共にした。小泉が古川の作品を読んで興味を持ったことがきっかけで、下関市を選挙区に持つ安倍晋三が引き合わせた。小泉は「長州藩の反幕の生き方は、突破力は自分の生き方に多少似ている。」と語り、古い自民党をぶっ壊した自身を討幕の立役者である長州藩に、抵抗勢力を幕末の江戸政府になぞらえた。この日の小泉は長州藩士気分、吉田松陰らの活躍を絶賛しながら、同席した当時の官房長官の安倍晋三への期待感もにじませた。
2006年、山口県岩国市で開催された「国民文化祭」の合唱部門の創作曲として「明日（あす）への風」：紺碧の海を越えてきた聖者フランシスコ・サビエル物語：交聲曲（カンタータ）混声4部合唱(ソプラノ・アルト・テノール・バス)が発表された。テーマはフランシスコ・サビエル。作曲は松下耕、古川は書き下ろしで作詞（作詩）をした。
2016年3月19日、古川とも親交が深かった作家の夏樹静子の没時に「単なる殺人の推理ではなく、社会現象を敏感に捉えた作品群は、視野が広く、しかも骨太で、刺激を受け続けてきた。頻発するテロ事件など、これからも書きたいことはまだまだあったはず」と残念がった。古川は3月25日、夏樹が拠点としていた福岡市での告別式で弔辞を述べた。「夏樹さんの知己を得たのは1970年。当時、作家として（地方の）福岡で孤軍奮闘している姿に励まされた。よくお酒も飲み、売れない僕らの愚痴も聞いてくれた。安らかにお休みください」と哀悼の辞を述べた。
2018年5月5日、血管肉腫のため死去した。92歳没。
古川は安倍晋三の父安倍晋太郎とも親交が深かった。当時首相だった安倍晋三は事務所を通じ「親子2代にわたって親しくお付き合いをさせていただいた。故郷を愛した作家だった。近年まで旺盛な創作意欲を持ち続けておられただけに残念です」とのコメントを出した。安倍晋三は、地元下関に帰郷中の2018年8月13日昼に、古川宅を弔問に訪れた。
2019年3月、下関市名誉市民の称号が授与される。

## 著書
- 『ジープの家』里程標 1950
- 『走狗』柏書房 1967
- 『長州歴史散歩 維新のあしおと』創元社 1968
- 『幕末長州の舞台裏 椋梨藤太覚え書』新人物往来社 1971 「幕末長州藩の暗闘」徳間文庫
- 『長州攘夷戦争始末』時事通信社 1972
- 『長州奇兵隊 栄光と挫折』創元社 1972
- 『高杉晋作 戦闘者の愛と死』新人物往来社 1973 のち新潮文庫
- 『海と西洋館』筑摩書房 1973（短編集）
- 『長州歴史拾遺 山口県の風土と舞台裏』創元社 1973
- 『吉田松陰とその門下』新人物往来社 1974 のちPHP文庫
- 『大内氏の興亡 西海の守護大名』創元社 1974
- 『討賊始末』エルム 1975
- 『凹レンズの歴史小説』条例出版 1976
- 『吉田松陰 維新を先駆した吟遊詩人』創元社 1977 のち光文社文庫
- 『十三人の修羅』講談社 1977 のち文庫（英国公使館焼き討ち事件)
- 『炎と青雲』桂小五郎篇／木戸孝允編 文藝春秋 1977-1978 「桂小五郎」文庫
- 『維新の烈風 高杉晋作』小峰書店 1977 「高杉晋作奔る」講談社文庫、のち「松下村塾」と合わせ「維新の烈風」として徳間文庫、「松陰と晋作」人物文庫
- 『獅子の廊下』文藝春秋 1978 「獅子の廊下の陰謀」講談社文庫（坂時存などを描く短編集）
- 『花冠の志士 久坂玄瑞伝』文藝春秋 1979 のち文庫
- 『松下村塾 吉田松陰と門弟たち』偕成社 1979 のち新潮選書
- 『炎の塔 小説大内義弘』文藝春秋 1980 のち文庫
- 『野山獄相聞抄』文藝春秋 1981 「吉田松陰の恋」文庫
- 『暗殺の森』講談社 1981 のち文庫（短編集）
- 『翔べ、わが志士たち 吉田松陰』創隆社 1983 「夜明けを切り開いた志士たち」徳間文庫
- 『城下町萩 歴史散歩』新日本教育図書 1983
- 『パリの大砲』古舘充臣 (イラスト) 創元社 1983
- 『源氏物語夕顔殺人事件』新潮社 1983
- 『十三匹の猫と哀妻と私』文藝春秋 1984 のち文庫
- 『郡司八平礼法指南』新潮社 1984 「きらめき侍」文庫
- 『異聞岩倉使節団』新潮社 1986
- 『夢魂独り飛ぶ 小説高杉晋作』講談社 1986
- 『失楽園の武者 小説大内義隆』講談社 1987 のち文庫
- 『だれが広沢参議を殺したか』文春文庫 1987
- 『維新の長州』創元社 1988 「幕末・長州に吹いた風」PHP文庫
- 『閉じられた海図』文藝春秋 1988 のち文庫（石見浜田藩の密貿易を描く）
- 『坂本竜馬』(少年少女伝記文学館)講談社 1988
- 『狂雲われを過ぐ』新人物往来社 1988 のち新潮文庫（赤根武人などを描く短編集）
- 『正午位置（アット・ヌーン）』文藝春秋 1988（現代小説）
- 『幻のザビーネ』文藝春秋 1989（現代小説）
- 『流れるを斬る』毎日新聞社 1989（短編集）
- 『不逞の魂』新潮文庫 1989（田中義一の若き日を描く）
- 『彼方に眠る日本の夢 海の向こうの幕末・維新史紀行』PHP研究所 1989
- 『幕末・維新の群像 第11巻 吉田松陰』PHP研究所(歴史人物シリーズ) 1990　のち文庫
- 『漂泊者のアリア』文藝春秋 1990 のち文庫
- 『さらば風雲海峡』新人物往来社 1990 のち光文社文庫
- 『覇道の鷲毛利元就』新潮社 1990 のち文庫、「毛利元就とその時代」文春文庫
- 『わが風雲の詩』文藝春秋 1991 「高杉晋作」文庫
- 『乱世に躍る武将群像』PHP研究所 1991 「毛利元就と戦国武将たち」文庫
- 『完走者の首飾り』毎日新聞社 1991（エッセイ集）
- 『雪に舞う剣 維新小説集』講談社 1992 のち文庫、収録された作品の一つである「春雪の門」は高瀬理恵によってSPコミックスから『豪の剣 闘の剣 時代劇傑作選』として漫画化された。
- 『天辺の椅子 日露戦争と児玉源太郎』毎日新聞社 1992 のち文春文庫
- 『浮雲の剣』新潮社 1992（短篇時代小説集）
- 『勇者のモデル』文藝春秋 1992
- 『関門海峡 歴史をはこぶ運河』新日本教育図書 1993
- 『新・米欧回覧 岩倉使節団の旅を追う 歴史紀行』毎日新聞社 1993
- 『夢の道 関門海底国道トンネル』文藝春秋 1993
- 『長州暴走 幕末の青春譜 疾風怒濤の時代を生きた若き志士たち』ベストセラーズ 1994
- 『ザビエルの謎』文藝春秋 1994 のち文庫
- 『剣と法典 小ナポレオン山田顕義』文藝春秋 1994 のち文庫
- 『留魂の翼 吉田松陰の愛と死』中央公論社 1995 のち文庫
- 『奇謀の島』新人物往来社 1996 「影武者」光文社文庫　（毛利元就などを描く短編集）
- 『シベリアの豆の木 香月泰男ものがたり』新日本教育図書 1996
- 『幕末長州藩の攘夷戦争 欧米連合艦隊の来襲』中公新書 1996
- 『乱世の智将毛利元就 歴史紀行』中国新聞社 1996 「智謀の人毛利元就」中公文庫
- 『松下村塾と吉田松陰 維新史を走った若者たち』新日本教育図書 1996
- 『空飛ぶ虚ろ舟』文藝春秋 1996 (曲亭馬琴がUFOに遭遇する話）
- 『軍神』角川書店 1996　（乃木希典）
- 『毛利一族』文藝春秋 1997
- 『毛利軍記 小よく大を制す』歴思書院 1997
- 『光をめざして走れ 時代をさきがけた吉田松陰』新日本教育図書(影絵ものがたりシリーズ)1997
- 『将軍慶喜と幕末の風雲』文藝春秋 1998
- 『山河ありき 明治の武人宰相桂太郎の人生』文藝春秋 1999 のち文庫
- 『時代を動かした人々 維新篇』小峰書店

1. 坂本竜馬 飛べ!ペガスス 2000
2. 高杉晋作 走れ!若き獅子 2000
3. 勝海舟 わが青春のポセイドン 2001
4. 西郷隆盛 薩摩ハヤトのバラード 2001
5. 吉田松陰 吟遊詩人のグラフィティ 2002
6. 板垣退助 三日月に祈る自由民権の志士 2003
7. 桂小五郎 奔れ!憂い顔の剣士 2004
8. アーネスト・サトウ 女王陛下の外交官 2005
9. 佐久間象山 誇り高きサムライ・テクノクラート 2006
10. 伊藤博文 明治日本を創った志士 2007

- 『城下町長府 新編歴史散歩』新日本教育図書 2000
- 『古川薫集』(げんだい時代小説 第7巻) リブリオ出版 2000
- 『異聞関ヶ原合戦』文藝春秋 2000
- 『秘剣「出撃」』光文社文庫 2001
- 『花も嵐も 女優・田中絹代の生涯』文藝春秋 2002 のち文庫
- 『宮本武蔵 幻談二天光芒』光文社文庫 2003
- 『如是画文 橋のむこうに見えたもの』古川薫之画文集刊行委員会 2004
- 『惑星が行く 久原房之助伝』日経BP社 2004 「夢はるかなる」PHP文庫
- 『海潮寺境内の仇討ち 光文社文庫 2004
- 『翔べ羽白熊鷲 筑紫平野はわがふるさと』梓書院 2005
- 『私の航海日誌 North Africa～Japan : May 1996～July 1966』みなと山口合同新聞社 2005
- 『望郷奇譚』文藝春秋 2006（雲道人/田中隆/二村定一/ハヤフサヒデト）
- 『わが長州砲流離譚』毎日新聞社 2006
- 『斜陽に立つ』毎日新聞社 2008　「乃木希典と児玉源太郎 斜陽に立つ」文春文庫 2011
- 『君死に給ふことなかれ 神風特攻龍虎隊』幻冬舎 2015
- 『維新の商人 語り出す白石正一郎日記』毎日新聞出版 2017

### 共著編ほか
- 『山口県人』(日本人国記) 新人物往来社 1973、「山口県謎解き散歩」新人物文庫 2012
- 『沖田総司 剣と愛と死』滝口康彦・石沢英太郎共著 新人物往来社 1975
- 『高杉晋作のすべて』（編）新人物往来社、1978、「高杉晋作　その魅力と生き方」新人物往来社 2010
- 『山口の伝説 日本の伝説35』松岡利夫共著 角川書店 1979
- 吉田松陰『留魂録』（現代語訳注）徳間書店 1990、改訂版・講談社学術文庫 2002

## 森重香代子夫人
森重 香代子（1936年1月1日- )
山口県生まれ、本姓・古川。『香臈人（かろうと）短歌会』主宰。
- 『うらむらさき 森重香代子歌集』コスモス叢書 石川書房 1982.8
- 『二生 森重香代子歌集』コスモス叢書 柊書房 2005.4
- 夫との共著に『周防長門はわがふるさと』創元社 1986.11